# Chalcomeer
Het Chalcomeer (Spaans: Lago de Chalco) is een meer in het Dal van Mexico. Het meer is genoemd naar de stad Chalco, gelegen aan haar oostelijke oever.
Oorspronkelijk was het Chalcomeer via open water verbonden met het Texcocomeer. Hoewel het Texcocomeer brak was, was het Chalcomeer altijd zoet, wegens de artesische bronnen in haar nabijheid. Vanwege de regelmatige overstromingen van het meer is al in de tijd van de Azteken begonnen met de indamming. Dit heeft weliswaar succes gehad, maar heeft er ook toe geleid dat het meer inkromp. In de jaren 80 is het meer vrijwel helemaal drooggevallen; op de plek waar eerst het Chalcomeer was is de gemeente Valle de Chalco Solidaridad gevormd, dat grotendeels uit sloppenwijken bestaat. Het Chalcomeer bestaat nu nog slechts uit een kleine watermassa bij de wijk Tláhuac van Mexico-Stad.